# Wanda Marchetti
Wanda Marchetti, nome artístico de Esther Marchetti da Silva (São Carlos, 14 de março de 1902 - São Paulo, 6 de junho de 1985), foi uma atriz brasileira. Wanda iniciou sua carreira no Teatro Mambembe e destacou-se na Cia. Dulcina-Odilon.

## Carreira

### Cinema
| Ano  | Título                            | Personagem                |
| ---- | --------------------------------- | ------------------------- |
| 1980 | Gaijin - Os Caminhos da Liberdade | Dona Iracema              |
| 1979 | Os Trombadinhas                   | Mulher da Igreja          |
| 1979 | Damas do Prazer                   | —                         |
| 1976 | Sabendo Usar Não Vai Faltar       | —                         |
| 1977 | Elas São do Baralho               | Mãe de Joca               |
| 1975 | Lucíola, o Anjo Pecador           | Jesuína                   |
| 1975 | Quando Elas Querem...E Eles Não   | Catarina                  |
| 1974 | A Virgem e o Machão               | —                         |
| 1974 | Leito da Mulher Amada             | Mãe de Sofia              |
| 1973 | Anjo Loiro                        | Maria                     |
| 1972 | O Jeca e o Bode                   | Raimunda "Lulu"           |
| 1972 | O Grande Xerife                   | Mulher do Prefeito        |
| 1972 | Paixão de um Homem                | Dona Balbina              |
| 1971 | Os Amores de um Cafona            | Maria                     |
| 1969 | Uma Pistola para Djeca            | Esposa do Coronel Arnaldo |
| 1969 | No Paraíso das Solteironas        | Mãe de Douglas            |
| 1939 | Onde Estás Felicidade?            | Madame Lúcia "Lulu"       |
| 1937 | Bombonzinho                       | —                         |
| 1937 | O Bobo do Rei                     | Elza                      |

### Televisão
| Ano  | Título                     | Personagem    |
| ---- | -------------------------- | ------------- |
| 1966 | O Sheik de Agadir          | Julieta       |
| 1965 | A Ilha dos Sonhos Perdidos | Júlia         |
| 1965 | O Caminho das Estrelas     | Irmã Angélica |
| 1965 | Ontem, Hoje e Sempre       | Irene         |
| 1965 | Onde Nasce a Ilusão        | —             |
| 1965 | A Menina das Flores        | —             |
| 1964 | É Proibido Amar            | Governanta    |
| 1957 | Os Três Brotinhos          | Tia Rosalina  |

### Teatro[22]
- Rio de Janeiro: Verso e Reverso (1971)
- A Valsa dos Toureadores (1958)
- Poeira de Estrelas (1957)
- Nascida para Ser Má (1955)
- O Sonho (1955)
- Senhora dos Afogados (1954)
- Cidade Assassinada (1954)
- Lampião (1954)
- Tobacco Road (1950)
- A Filha de Iório (1947)
- Fogo no Pandeiro (1946)
- As Três Helenas (1938)
- Meia Noite (1938)
- A Princesa e o Professor (1936)
- Lê Bonheur (1935)
- Amor (1933-1934)